# Вајдхаузен бај Кобург
Вајдхаузен бај Кобург (њем. Weidhausen bei Coburg) општина је у њемачкој савезној држави Баварска. Једно је од 17 општинских средишта округа Кобург. Према процјени из 2010. у општини је живјело 3.251 становника. Посједује регионалну шифру (AGS) 9473174.

## Географски и демографски подаци
Вајдхаузен бај Кобург се налази у савезној држави Баварска у округу Кобург. Општина се налази на надморској висини од 308 метара. Површина општине износи 9,6 km². У самом мјесту је, према процјени из 2010. године, живјело 3.251 становника. Просјечна густина становништва износи 338 становника/km².